# 硝基环庚烷
硝基环庚烷是一种有机化合物，化学式为C7H13NO2。它可由环庚烷和硝酸铁在紫外光照下于1,2-二氯乙烷-水中反应制得，该反应的副产物为环庚酮。它和三氟甲磺酸二苯基碘𬭩在叔丁醇钾存在下反应，可以得到1-硝基-1-苯基环庚烷。